# Paul Freeman (Schauspieler)

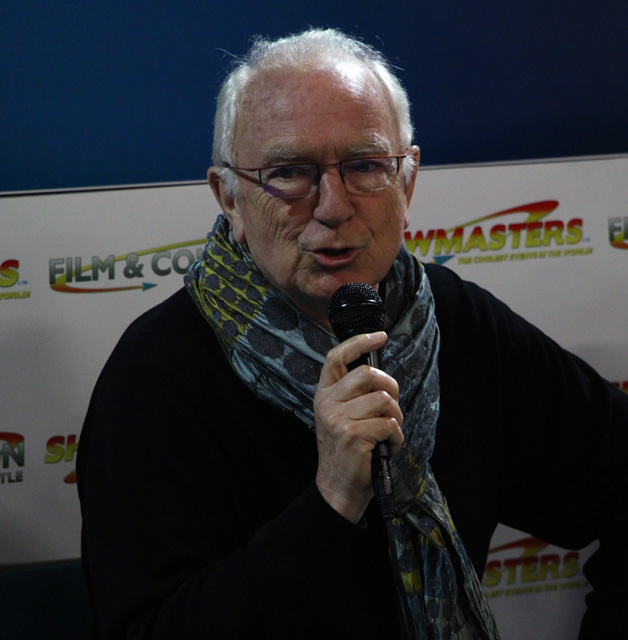
Paul Freeman (2016)

Paul Freeman (* 18. Januar 1943 in Barnet, Hertfordshire) ist ein britischer Schauspieler und Produzent.

## Leben
Freeman begann seine Karriere am Theater. So war er Mitglied am Royal National Theatre und an der Royal Shakespeare Company. 1974 gründete er seine eigene Theatergruppe namens Joint Stock Theatre Company. 1978 hatte Freeman mit der Miniserie Life of Shakespeare seinen ersten erwähnenswerten Auftritt vor der Kamera. Sein Kinodebüt gab der Brite 1980 in Rififi am Karfreitag mit Bob Hoskins. 1981 war er an der Seite von Christopher Walken und Tom Berenger in Die Hunde des Krieges zu sehen. Im gleichen Jahr gelang ihm mit der Rolle des Rene Belloq im ersten Teil der Indiana-Jones-Filmreihe Jäger des verlorenen Schatzes der internationale Durchbruch. Freeman spielte in seinen Filmen hauptsächlich böse Rollen. Daneben stand er zweimal neben Simon Pegg in einer Komödie vor der Kamera, 2007 in dem Krimi Hot Fuzz – Zwei abgewichste Profis und 2012 in der Horror-Komödie Die fürchterliche Furcht vor dem Fürchterlichen.

## Filmografie (Auswahl)

### Fernsehen
- 1967: Champion House (Folge 1x09)
- 1972: Jason King (Folge 1x24)
- 1972: Kein Pardon für Schutzengel (The Protectors, Folge 1x10)
- 1973: Coronation Street (2 Folgen)
- 1974–1982: Crown Court (9 Folgen)
- 1978: Will Shakespeare – Sein Leben in London (Will Shakespeare, Miniserie)
- 1978: Die Füchse (The Sweeney, Folge 4x11)
- 1981: Winston Churchill (Winston Churchill: The Wilderness Years, Miniserie)
- 1984: Cagney & Lacey (Folge 3x03)
- 1984–1985: Falcon Crest (19 Folgen)
- 1985: A.D. – Anno Domini (A.D., Miniserie)
- 1986: Sünden (Sins, Miniserie)
- 1990: Perry Mason und der falsche Tote (The Case of the Desperate Deception, Fernsehfilm)
- 1990: Cammie & Lorraine – Frühling in Paris (May Wine, Fernsehfilm)
- 1992: Van der Valk (Folge 5x02)
- 1992: Zweischneidig (Double Edge, Fernsehfilm)
- 1992: A Dangerous Man: Lawrence After Arabia (Fernsehfilm)
- 1992–1993: Die Abenteuer des jungen Indiana Jones (The Young Indiana Jones Chronicles, 2 Folgen)
- 1994: Viper (Folge 1x02)
- 1994: Ken Folletts Roter Adler (Lie Down with Lions, Fernsehfilm)
- 1994: Mord in St. Petersburg (Gruschko, 2 Folgen)
- 1996: Geschichten aus der Gruft (Tales from the Crypt, Folge 7x09)
- 1996: Die Bibel – Samson und Delila (Samson and Delilah, Miniserie)
- 1998: Nur Liebe hält ewig (Only Love, Fernsehfilm)
- 1998–2002: Emergency Room – Die Notaufnahme (ER, 3 Folgen)
- 1999: Des Teufels Rechnung (The Devil’s Arithmetic, Fernsehfilm)
- 2000: Inspektor Morse, Mordkommission Oxford (Inspector Morse, Folge 8x05)
- 2002–2003: Monarch of the Glen (11 Folgen)
- 2004: When I’m 64 (Fernsehfilm)
- 2005: Waking the Dead – Im Auftrag der Toten (Waking the Dead, 2 Folgen)
- 2006: Inspector Barnaby (Midsomer Murders, Folge 9x04)
- 2006–2007: New Street Law (14 Folgen)
- 2008: Agatha Christie’s Poirot (Folge 11x04 Der Tod wartet)
- 2009: Lark Rise to Candleford (Folge 2x08)
- 2010: Spooks – Im Visier des MI5 (Spooks, Folge 9x05)
- 2012: The Hollow Crown (Folge 1x04 Henry V)
- 2012: Strike Back (2 Folgen)
- 2013: Die Bibel (The Bible, Miniserie)
- 2015: Da Vinci’s Demons (4 Folgen)
- 2016: Die Tokioter Prozesse (Tokyo Trial, Miniserie)
- 2017–2020: Absentia (26 Folgen)
- 2018: A Very English Scandal (Miniserie)
- 2022: The Man Who Fell to Earth (Folge 1x02)
- 2025: The Thursday Murder Club

### Kino
- 1980: Rififi am Karfreitag (The Long Good Friday)
- 1980: Die Hunde des Krieges (The Dogs of War)
- 1981: Jäger des verlorenen Schatzes (Raiders of the Lost Ark)
- 1982: Das Kommando (Who Dares Wins)
- 1982: Teuflische Signale (The Sender)
- 1983: Wenn sie ja sagt, sag ich nicht nein (Si elle dit oui... je ne dis pas non)
- 1984: Fluchtpunkt Berlin (Flight to Berlin)
- 1986: Shanghai Surprise
- 1988: Gefangen in Rio (Prisoner of Rio)
- 1988: Zwei Welten (A World Apart)
- 1988: Genie und Schnauze (Without a Clue)
- 1989: Recht, nicht Rache (Murderers Among Us, Fernsehfilm)
- 1990: Die letzte Insel (The Last Island)
- 1992: Die Asse der stählernen Adler (Aces: Iron Eagle III)
- 1992: Unbeschreiblich weiblich (Just like a Woman)
- 1995: Power Rangers – Der Film (Mighty Morphin Power Rangers: The Movie)
- 1995: Der Husar auf dem Dach (Le Hussard sur le toit)
- 1997: Double Team
- 2000: The 3 Kings
- 2001: Morlang
- 2002: And Now … Ladies & Gentlemen
- 2004: George und das Ei des Drachen (George and the Dragon)
- 2004: Bobby Jones – Die Golflegende (Bobby Jones: Stroke of Genius)
- 2005: Das Fest des Ziegenbocks (The Feast of the Goat)
- 2007: Hot Fuzz – Zwei abgewichste Profis (Hot Fuzz)
- 2010: Centurion
- 2012: Die fürchterliche Furcht vor dem Fürchterlichen (A Fantastic Fear of Everything)
- 2013: Getaway
- 2014: Promachos – Die Vorkämpfer (Promakhos)
- 2016: StreetDance: New York (High Strung)
- 2022: The Man from Rome